# 酒精戒斷症候群
酒精戒斷症候群 (英語：（AWS）) 是在長期大量飲酒之後，減少或是停止使用而發生的一系列症狀。通常包括 焦慮、震顫、盜汗、嘔吐、 心跳過速、輕度發燒。更嚴重的會發生癲癇、幻覺、以及震顫性譫妄(DTs)。症狀通常在飲酒後6小時左右開始發作，在前24至72小時內最為嚴重，7天後會有所改善。
有酒精依賴的人可能會發生這種戒斷症狀。發生的時機是在減少攝入酒精之後，無論減少是預先計劃或未事先計劃過。發生的機制是大腦中γ-氨基丁酸受體（GABA受體）的反應性降低。對於這種發作，通常會利用 臨床機構酒精戒斷評估 (CIWA，或CIWA-Ar兩種)來做跟踪檢測。 
針對這種症狀的典型治療方式是使用苯二氮䓬類（如氯二氮平（商品名Librium），或地西泮）。通常根據個人的症狀給予不同的劑量。常規建議使用的另有硫胺素（維生素B1）。患者電解質不平衡和低血糖的問題也要處理。早期治療可將結果改善。
在西方世界，大約有15%的人在某個時點有酒精使用疾患（酗酒）的問題。大約一半的酒精使用疾患患者在減少飲酒後會出現戒斷症狀，而有4%的人會出現嚴重症狀。在那些發生嚴重症狀的人之中，會有高達15%的人死亡。被人尊稱為“醫學之父”的希波克拉底早在公元前400年就描述過這種症狀。但據信直到1700年代，這種症狀才成為種普遍的問題。

## 體徵和症狀
酒精戒斷的體徵和症狀主要發生在人體的中樞神經系統。戒斷的嚴重程度可從輕微的（如睡眠障礙和焦慮）到嚴重而危及生命的症狀（如酒精性幻覺、震顫性譫妄、和自主神經紊亂）不等。
症狀通常在飲酒後6至24小時開始。可持續一週。患者要被歸列為這種症候群，必須表現出下列症狀中的至少兩種：手顫加劇、失眠、噁心或嘔吐、短暫幻覺（聽覺、視覺、或觸覺）、心理動作性激躁、焦慮、強直-陣攣性發作、和自主神經紊亂。
症狀嚴重程度由許多因素決定，其中最重要的是酒精攝入量、個人飲酒時間長短、以及從前酒精戒斷症狀史。症狀也被編組和分類為：
- 酒精性幻覺：患者發生短暫的視覺、聽覺、或觸覺上的幻覺，但其他時間則為清醒狀態。[9]
- 戒斷性癲癇發作：這種癲癇發生在停止喝酒後的48小時內，或是有單次全身強直-陣攣性發作，或短暫但多次的發作。[10]
- 震顫性譫妄：腎上腺素過多狀態、定向力障礙、震顫、盜汗、注意力/意識障礙、以及視聽幻覺。[9]通常在停止喝酒後24至72小時內發生。震顫性譫妄是最嚴重的戒斷症狀形式，會在5%至20%的戒酒者身上，以及在1/3的戒斷性癲癇患者身上發生。[10]

### 症狀進展
通常患者症狀的嚴重程度取決於之前飲酒的數量和喝酒持續時間，以及之前戒斷症狀發作的次數和嚴重程度。最嚴重的症狀，會在停止飲酒後2小時內就出現；對於這種快速發作以及嚴重程度的難預測性，必須事先規劃住院、與醫生協調治療事項，或是至少必須能儘速獲得醫療護理；在治療開始前，還應導入朋友或家人的支持系統。但在許多情況下，症狀會依據可預測的時間順序發作，如下所示：
喝完最後一杯後6到12小時，會出現戒斷症狀，例如顫抖、頭痛、盜汗、焦慮、噁心或嘔吐。在此期間也可能出現其他類似的症狀。停止喝酒後12至24小時，病情可能會發展為諸如意識模糊、幻覺（有現實意識）、震顫、激動和類似疾病等主要症狀。
在攝入乙醇後24至48小時間，會有癲癇發作的可能。
雖然患者的症狀通常會在48小時後開始好轉，但有時戒斷症狀會繼續加重，而成為震顫性譫妄，這種症狀的特徵包含無法把幻覺與現實區分、嚴重的困惑、癲癇發作、高血壓、以及發燒，這些症狀會持續4到12天。

### 延滯性戒斷症候群
許多酒精使用疾患的患者，當他們戒斷症狀在急性戒斷階段症候群之後仍存在時，會出現延滯性酒精戒斷症候群，
但症狀通常是在亞急性水平，並隨時間推移而逐漸減輕。這種症候群有時被稱為急性戒斷後症候群（請參考Post-acute-withdrawal syndrome的英文版本）。一些這類症狀在戒酒後至少還會持續一年。顯示的症狀包括對酒精渴望、無法從通常令人愉快的事物中感受到愉悅（（稱為失樂））、感覺混濁、定向力障礙、噁心和嘔吐、或是頭痛。
失眠是種常見的延滯性戒斷症狀，在急性戒斷後持續存在。而失眠被發現會影響到復發率。研究發現使用鎂或曲唑酮，可幫助治療延滯性戒斷症狀所產生的失眠。這些患者的失眠不易治療，因為許多傳統的助眠藥品（例如，苯二氮䓬類受體激動劑和巴比妥類藥物受體激動劑）透過GABAA受體機制發生作用，會與酒精產生交叉耐受性。
但曲唑酮不與酒精發生交叉耐受性。急性酒精戒斷症候群偶爾會發展成延滯性的。醫學文獻曾報導過酒精戒斷症狀會導致延滯性震顫性譫妄發生，但不常見。

## 病理生理學
長期使用酒精會導致大腦發生化學變化，尤其是在γ-氨基丁酸化的系統時。例如在基因表現的變化和GABAA受體的下調所產生的各種適應。在急性酒精戒斷期間，也會發生變化，例如含有GABAA受體的alpha4蛋白質的上調，以及和含有GABAA受體的alpha1和alpha3兩種蛋白質的下調。用於處理急性解毒的藥物可最大程度地減少酒精戒斷期間發生的神經化學變化。這些神經化學變化可隨著把酒精以及交叉耐受藥物解除而逐漸恢復正常。N-甲基-D-天冬氨酸系統發生的適應也是反復酒精中毒的結果，並與酒精戒斷症候群期間中樞神經系統的過度興奮有關聯。高半胱氨酸的水準會因長期飲酒期而升高，在戒斷狀態下會進一步升高，有導致興奮性中毒的可能。早期戒斷期間可能會出現心電圖的變化（特別是QT間期的增加）和腦電圖的異常（包括異常量化的腦電圖）。下丘腦-垂體-腎上腺軸功能障礙和促腎上腺皮質激素釋放激素增加釋放會在急性和長期戒酒期間發生，並導致急性和延滯性戒斷症狀發生。失樂症狀會持續伴隨延滯性戒斷症候群而存在，可能是因為患者多巴胺活性不足的結果。

### 點燃
點燃是一種因為反復酒精解毒，而導致戒斷併發症嚴重性增加的現象。例如，暴飲者最初可能不會出現戒斷症狀，但隨著每次飲酒一段時間後的戒酒，而後發生的戒斷症狀會更加嚴重，最終可能導致全面性震顫性譫妄以及抽搐發作。
點燃會導致併發症發生，增加的風險包括復發、酒精相關腦損傷、以及認知缺陷。長期酒精濫用和經過多次酒精戒斷導致的點燃可能會讓GABAA受體發生永久性改變。點燃背後的機制是一些神經元系統的敏化和其他神經元系統的脫敏，而導致日漸嚴重的神經化學失衡。這反過來會導致更嚴重的戒斷症狀出現，包括焦慮、驚厥和神經毒性。
暴飲與衝動性增加、空間記憶受損、以及情緒學習受損有關聯。這些不利的結果被認為是由於反復的戒斷症狀所產生的神經毒性作用，產生異常神經元可塑性和大腦皮質的損傷。反復的急性酒精中毒和急性戒酒會對大腦產生深遠的影響，並與癲癇發作和認知缺陷的風險增加有關聯。飲酒過量又經常戒酒的人與有酒精使用疾患，但又未曾戒酒過的人相比，大腦受到的影響類似，但嚴重性會較高。因此，急性戒斷症候群似乎是造成腦功能損傷或損害的最重要因素。大腦區域中最易受到酗酒傷害的是杏仁核和前額葉皮質兩處。
因為暴飲而經歷過反復戒斷症狀的青少年會發生長期非語言記憶受損的情況。有酒精使用疾患的人，曾經歷過兩次或更多次戒斷症狀的，與只經歷過一次或從未有過戒斷症狀的人相比，會出現較多的額葉認知功能障礙。神經元點燃是導致與戒斷症狀相關的認知損傷的可能原因。反復戒斷症狀會導致神經適應性變化的增加。點燃也可能是暴飲者發生認知損傷的原因。

## 診斷
許多醫院使用臨床機構酒精戒斷評估(CIWA)方案來評估患者的戒斷症狀程度，以判定所需的用藥量。當認為是過度飲酒所造成，而對患者的飲酒史不清楚時，可經過測試缺糖型式運鐵蛋白或是Γ-穀氨酰轉肽酶
的升高值，來協助判斷酒精濫用和酒精依賴的程度。CIWA問巻也有精簡版（稱為CIWA-Ar），以在緊急狀況下更有效率以完成評估。
運用苯二氮䓬類藥物治療酒精戒斷症狀，也可能會導致苯二氮䓬類藥物戒斷症候群的發生（主要由於GABAA受體的適應所引起）。

## 治療
使用苯二氮䓬類藥物可有效控制症狀，同時預防癲癇發作。某些維生素也是治療酒精戒斷症候群時所需的重要藥品。症狀嚴重的人通常需要住院治療。而對症狀較輕的人，可透過醫療衛生提供者每日到患者家中進行治療。

### 苯二氮䓬類藥物
苯二氮䓬類藥物是治療酒精戒斷症狀最常用到的藥物，通常可安全及有效的把症狀壓制。這類藥物雖然有效，但需謹慎使用。雖然這類藥物在治療和預防戒斷症狀方面有悠久的歷史，但要選出一種最理想者，則尚未有共識。最常用的是長效性，例如氯二氮平（商品名Librium）和地西泮。這類被認為在治療譫妄方面優於其他同類藥物，而且可間隔較長的時間施用。然而，具有中間半衰期的同類藥物（如勞拉西泮）對有肝臟問題的人則可能比較安全。，苯二氮䓬類藥物對酒精戒斷症狀與其他常見的治療方法相比，尤其是對癲癇發作，具有較好的保護作用。
使用長效苯二氮卓類藥物，或是短效的，其間主要爭論是在易用性。長效的，如地西泮，可把給藥頻率降低。然而確有證據顯示在“症狀導向療法”時，採用例如用勞拉西泮治療，結果同樣安全有效，但治療所需時間和用藥量同時減少。
雖然使用苯二氮䓬類藥物治療酒精戒斷症狀非常有效，但應謹慎使用。苯二氮䓬類藥物只能用在尚未對它發生依賴的患者，做短期使用，原因是它們與酒精具有交叉耐受性。有風險讓患者或是產生這種藥物的依賴，以取代酒精成癮，或是在酒精成癮之外再增添一種。此外，酒精依賴會擾亂GABA苯二氮䓬受體功能，而且長期服用苯二氮䓬類藥物可能會妨礙患者從酒精所引起的精神疾病中完全恢復。苯二氮䓬類藥物和酒精的組合會把彼此的不良心理影響放大，強化抑制情緒作用，並增加自殺行為，這類藥物除用於治療酒精戒斷症狀之外，通常不會做別種用途。

### 維生素
患有酒精使用疾患的人通常缺乏各種營養素，因此在酒精戒斷症狀期間會導致嚴重的併發症，例如韋尼克-科爾薩科夫症候群。為預防這種症候群的發生，患者應施用含有足夠硫胺和葉酸的綜合維他命。在戒斷症狀發作時，建議在開始提供含碳水化合物的液體或食物之前，先做預防性靜脈注射硫胺、葉酸、和吡哆醇。通常這些維生素保存在稱為香蕉袋的容器之內。

### 抗驚厥藥
有甚少的證據顯示托吡酯或是普瑞巴林可用於治療酒精戒斷症候群。有不多的證據支持使用加巴噴丁或是卡馬西平治療輕度或中度症狀，或是單獨使用，或與其他藥物合併使用；但加巴噴丁似乎對重度症狀無效，因此不予推薦在此情況下使用。考科蘭合作組織在2010年也發表類似報告，認為在治療酒精戒斷症狀時，支持抗驚厥藥優於苯二氮䓬類藥物的證據並不成立。鏈烷醛搭配水和氯醛顯示在危及生命的副作用方面會比氯二氮平少，而卡馬西平對治療某些症狀會具有優勢。對於之前有因戒斷症狀而癲癇發作的人，通常不推薦長期服用抗驚厥藥物。

### 防止重新飲酒
有3種藥物可協助患者防止重返飲酒的行為：那曲酮、阿坎酸、和雙硫侖。使用這些藥物的時機是在戒斷症狀發生之後。

### 其他
可樂定可與苯二氮䓬類藥物聯合使用，以緩解某些症狀。關於貝可芬在治療酒精戒斷症候群的有效性或安全性，由於證據不夠充分，加上品質不高的緣故，尚未有結論。
除運用苯二氮䓬類藥物之外，有時還用到抗精神病藥（如氟哌啶醇）以控制心理動作性激躁或精神症。抗精神病藥可能會使戒斷症狀惡化，因為這類藥物會把癲癇發作的閾值降低。貼別是氯氮平、奧氮平、或是低效吩噻嗪（如氯丙嗪）的風險很高；如果真的要使用，必須格外謹慎。 
雖然理論上可使用靜脈輸入乙醇，但支持使用這種療法的證據（至少對那些病得很重的人而言）尚不足夠。

## 預後
酒精戒斷症候群未經妥善治療，會導致永久性腦損傷，或是死亡。有人提出，可透過使用N-甲基-D-天門冬胺酸受體拮抗劑
、鈣離子通道阻滯劑、和糖皮質激素拮抗劑來預防因酒精戒斷症狀所引起的腦損傷 。

### 妨礙復原的物質
持續使用苯二氮䓬類藥物會妨礙由酒精引起的心理動作性遲緩和認知障礙的恢復。吸菸會減緩，或是干擾酒精使用疾患患者大腦通路的恢復。

## 資料來源
1. 1 2 3 4 5 6 7 8  National Clinical Guideline Centre. .  No. 100. London: Royal College of Physicians (UK). 2010  [21 October 2016]. （原始内容存档于31 January 2014） （英语）.
2. 1 2 3 4 5 6 7 8 9 10  Simpson SA, Wilson MP, Nordstrom K. . The Journal of Emergency Medicine. September 2016, 51 (3): 269–73. PMID 27319379. doi:10.1016/j.jemermed.2016.03.027.
3. 1 2 3 4 5 6 7  Schuckit MA. . The New England Journal of Medicine. November 2014, 371 (22): 2109–13  [2019-08-03]. PMID 25427113. doi:10.1056/NEJMra1407298. （原始内容存档于2020-02-13）.
4. ↑  Martin SC. . SAGE Publications. 2014: Alcohol Withdrawal Scale. ISBN 9781483374383. （原始内容存档于2016-10-22） （英语）.
5. 1 2  Kissin B, Begleiter H. . Springer Science & Business Media. 2013: 192. ISBN 9781468429374. （原始内容存档于2016-10-22） （英语）.
6. ↑  Bayard, Max; Jonah Mcintyre, Jonah. . American Family Physician. 15 March 2004, 69 (6): 1443–1450  [18 August 2021]. （原始内容存档于2008-10-16）.
7. 1 2 3  Muncie HL, Yasinian Y, Oge' L. . American Family Physician. November 2013, 88 (9): 589–95. PMID 24364635.
8. 1 2 3  McKeon A, Frye MA, Delanty N. . Journal of Neurology, Neurosurgery, and Psychiatry. August 2008, 79 (8): 854–62. PMID 17986499. S2CID 2139796. doi:10.1136/jnnp.2007.128322.
9. 1 2 3 4 5 6 7  Bayard M, McIntyre J, Hill KR, Woodside J. . American Family Physician. March 2004, 69 (6): 1443–50. PMID 15053409. （原始内容存档于2008-10-16）.
10. 1 2  Manasco A, Chang S, Larriviere J, Hamm LL, Glass M. . Southern Medical Journal. November 2012, 105 (11): 607–12. PMID 23128805. S2CID 25769989. doi:10.1097/smj.0b013e31826efb2d.
11. 1 2 3 4  . WebMD. WebMD, LLC.   [28 February 2016]. （原始内容存档于4 March 2016）.
12. ↑   (PDF). U.S. Department of Health and Human Services. July 2010  [21 August 2021]. （原始内容 (PDF)存档于2021-09-11）.
13. ↑  Martinotti G, Di Nicola M, Reina D, Andreoli S, Focà F, Cunniff A,  et al. . Substance Use & Misuse. 2008, 43 (3–4): 271–84. PMID 18365930. S2CID 25872623. doi:10.1080/10826080701202429.
14. ↑  Hornyak M, Haas P, Veit J, Gann H, Riemann D. . Alcoholism, Clinical and Experimental Research. November 2004, 28 (11): 1702–9. PMID 15547457. doi:10.1097/01.ALC.0000145695.52747.BE.
15. ↑  Le Bon O, Murphy JR, Staner L, Hoffmann G, Kormoss N, Kentos M,  et al. . Journal of Clinical Psychopharmacology. August 2003, 23 (4): 377–83. PMID 12920414. S2CID 33686593. doi:10.1097/01.jcp.0000085411.08426.d3.
16. ↑  Borras L, de Timary P, Constant EL, Huguelet P, Eytan A. . Pharmacopsychiatry. November 2006, 39 (6): 232. PMID 17124647. doi:10.1055/s-2006-951385.
17. ↑  Miller FT. . Journal of Substance Abuse Treatment. March–April 1994, 11 (2): 127–30. PMID 8040915. doi:10.1016/0740-5472(94)90029-9.
18. ↑  Sanna E, Mostallino MC, Busonero F, Talani G, Tranquilli S, Mameli M,  et al. . The Journal of Neuroscience. December 2003, 23 (37): 11711–24. PMC 6740939 . PMID 14684873. doi:10.1523/JNEUROSCI.23-37-11711.2003.
19. ↑  Idemudia SO, Bhadra S, Lal H. . Neuropsychopharmacology. June 1989, 2 (2): 115–22. PMID 2742726. doi:10.1016/0893-133X(89)90014-6.
20. 1 2  Hughes JR. . Epilepsy & Behavior. June 2009, 15 (2): 92–7. PMID 19249388. S2CID 20197292. doi:10.1016/j.yebeh.2009.02.037.
21. ↑  Heilig M, Egli M, Crabbe JC, Becker HC. . Addiction Biology. April 2010, 15 (2): 169–84. PMC 3268458 . PMID 20148778. doi:10.1111/j.1369-1600.2009.00194.x.
22. ↑  Malcolm RJ. . The Journal of Clinical Psychiatry. 2003,. 64 Suppl 3: 36–40. PMID 12662132.
23. ↑  Becker HC.  (PDF). Alcohol Health & Research World. 1998, 22 (1). （原始内容存档 (PDF)于2010-12-15）.
24. ↑  Stephens DN, Duka T. . Philosophical Transactions of the Royal Society of London. Series B, Biological Sciences. October 2008, 363 (1507): 3169–79. PMC 2607328 . PMID 18640918. doi:10.1098/rstb.2008.0097.
25. ↑  Courtney KE, Polich J. . Psychological Bulletin. January 2009, 135 (1): 142–56. PMC 2748736 . PMID 19210057. doi:10.1037/a0014414.
26. ↑  Sullivan JT, Sykora K, Schneiderman J, Naranjo CA, Sellers EM. . British Journal of Addiction. November 1989, 84 (11): 1353–7. CiteSeerX 10.1.1.489.341 . PMID 2597811. doi:10.1111/j.1360-0443.1989.tb00737.x.
27. ↑  Amato L, Minozzi S, Vecchi S, Davoli M. Amato L , 编. . The Cochrane Database of Systematic Reviews. March 2010, 3 (3): CD005063. PMID 20238336. doi:10.1002/14651858.CD005063.pub3.
28. ↑  Bird RD, Makela EH. . The Annals of Pharmacotherapy. January 1994, 28 (1): 67–71. PMID 8123967. S2CID 24312761. doi:10.1177/106002809402800114.
29. ↑  Amato L, Minozzi S, Davoli M. . The Cochrane Database of Systematic Reviews. June 2011, (6): CD008537. PMC 7173734 . PMID 21678378. doi:10.1002/14651858.CD008537.pub2. 已忽略未知参数|collaboration= (帮助)
30. ↑  Toki S, Saito T, Nabeshima A, Hatta S, Watanabe M, Takahata N. . Alcoholism, Clinical and Experimental Research. February 1996, 20 (1 Suppl): 40A–44A. PMID 8659687. doi:10.1111/j.1530-0277.1996.tb01726.x.
31. ↑  Rassnick S, Krechman J, Koob GF. . Pharmacology, Biochemistry, and Behavior. April 1993, 44 (4): 943–50. PMID 8385785. S2CID 5909253. doi:10.1016/0091-3057(93)90029-S.
32. ↑  Ziegler PP. . The American Journal of Psychiatry. August 2007, 164 (8): 1270; author reply 1270–1. PMID 17671296. doi:10.1176/appi.ajp.2007.07020291. （原始内容存档于2011-06-12）.
33. ↑  Myrick H, Anton RF.  (PDF). Alcohol Health & Research World. 1998, 22 (1): 38–43. PMC 6761817 . PMID 15706731. （原始内容存档 (PDF)于2010-12-24）.
34. 1 2  Hammond CJ, Niciu MJ, Drew S, Arias AJ. . CNS Drugs. April 2015, 29 (4): 293–311. PMC 5759952 . PMID 25895020. doi:10.1007/s40263-015-0240-4.
35. ↑  Leung JG, Hall-Flavin D, Nelson S, Schmidt KA, Schak KM. . The Annals of Pharmacotherapy (Review). August 2015, 49 (8): 897–906. PMID 25969570. S2CID 19857498. doi:10.1177/1060028015585849.
36. 1 2  Minozzi S, Amato L, Vecchi S, Davoli M. Minozzi S , 编. . The Cochrane Database of Systematic Reviews. March 2010, 3 (3): CD005064  [2010-04-22]. PMID 20238337. doi:10.1002/14651858.CD005064.pub3. （原始内容 (PDF)存档于2013-01-05）.
37. ↑  . www.choosingwisely.org.   [30 August 2018]. （原始内容存档于2018-08-31）.
38. ↑   (PDF). 2005  [8 January 2016]. （原始内容 (PDF)存档于6 September 2015）.
39. ↑  Liu, Jia; Wang, Lu-Ning. . The Cochrane Database of Systematic Reviews. August 20, 2017, 8: CD008502  [2021-09-15]. ISSN 1469-493X. PMC 6483686 . PMID 28822350. doi:10.1002/14651858.CD008502.pub5. （原始内容存档于2022-06-12）.
40. ↑  Ebadi M. .  2nd. USA: CRC Press. 23 October 2007: 512. ISBN 978-1-4200-4743-1.
41. ↑  Hodges B, Mazur JE. . Pharmacotherapy. November 2004, 24 (11): 1578–85. PMID 15537562. S2CID 19242952. doi:10.1592/phco.24.16.1578.50945.
42. ↑  Hanwella R, de Silva V. . The Ceylon Medical Journal. June 2009, 54 (2): 63–5. PMID 19670554. doi:10.4038/cmj.v54i2.877 .
43. ↑  Hunt WA. . Alcohol. November–December 1993, 10 (6): 559–61  [2021-09-15]. PMID 8123218. doi:10.1016/0741-8329(93)90083-Z. （原始内容存档于2020-07-25）.
44. ↑  Gitlow S.  2nd. USA: Lippincott Williams and Wilkins. 1 October 2006: 95–96  [2021-09-15]. ISBN 978-0-7817-6998-3. （原始内容存档于2023-01-14）.
45. ↑  Durazzo TC, Meyerhoff DJ. . Frontiers in Bioscience. May 2007, 12 (8–12): 4079–100. PMID 17485360. doi:10.2741/2373. （原始内容存档于2011-05-25）.

## 外部連結
- CIWA-Ar for Alcohol Withdrawal （页面存档备份，存于）
- Alcohol Detox Guidelines Example 的存檔，存档日期2019-08-19.